# Кіт Нельсон
Кіт Нельсон (англ. Keith Nelson, 18 лютого 1947, Ренфрю — 29 січня 2020) — шотландський і новозеландський футболіст, що грав на позиції нападника.
Виступав, зокрема, за «Маунт-Веллінгтон», а також національну збірну Нової Зеландії.

## Клубна кар'єра
Народившись у Ренфрю, Шотландія, він виступав на батьківщині за клуб «Камбусленг Рейнджерс».
1974 року Нельсон емігрував до Нової Зеландії, ставши гравцем «Гамільтона», і зіграв помітну роль у виході клубу Ваікато до Національної футбольної ліги у 1976 році, після чого провів два сезони у найвищому дивізіоні вітчизняного футболу.
1978 року перейшов до клубу «Маунт-Веллінгтон», за який відіграв 6 сезонів і по три рази вигравав чемпіонат і кубок Нової Зеландії. Завершив кар'єру футболіста виступами за команду «Маунт-Веллінгтон» у 1984 році.

## Виступи за збірну
В грудні 1976 року Нельсон став громадянином Нової Зеландії і дебютував у складі національної збірної Нової Зеландії у грі проти Нової Каледонії (3:0) 5 березня 1977 року.
Загалом протягом кар'єри у національній команді, яка тривала 7 років, провів у її формі 20 матчів, забивши 16 голів.
Помер 29 січня 2020 року на 73-му році життя.

## Титули і досягнення
- Чемпіон Нової Зеландії (3):

«Маунт-Веллінгтон»: 1979, 1980, 1982
- Кубок Нової Зеландії (3):

«Маунт-Веллінгтон»: 1980, 1982, 1983